# Sako TRG
I Sako TRG sono dei fucili di precisione sviluppati dall'azienda di armi da fuoco finlandese Sako di Riihimäki.
Il Sako TRG-22 è progettato di base per sparare munizioni .308 Winchester, mentre il Sako TRG-42 è stato progettato per sparare munizioni più potenti ovvero le .300 Winchester Magnum e le .338 Lapua Magnum e quindi ha una canna di serie più grande. I fucili sono disponibili con colorazioni verde oliva, tan, terra scura o nero, e sono disponibili anche con un calcio pieghevole.
Per ridurre rinculo, sobbalzo e fiammata, sono normalmente montati dei freni di bocca. Generalmente i TRG sono equipaggiati con dei mirini telescopici Carl Zeiss o Schmidt & Bender, con potenza fissa di ingrandimento o con ingrandimento variabile; vari altri tipi di mirini telescopici possono essere utilizzati se l'operatore vuole maggiore flessibilità per sparare a diversi livelli, o quando è richiesto un ampio campo visivo.

## Storia
Nel 1989 la Sako Ltd. ha introdotto il fucile di precisione TRG-21 come un modello di fucile da cecchino camerato per la cartuccia .308 Winchester. Una variante del TRG più orientata alla caccia è stata successivamente introdotta come TRG-S M995: questa utilizza lo stesso castello (ad azione corta) e otturatore del TRG-21, con l'eccezione che il castello è aperto superiormente piuttosto che possedere una feritoia di espulsione della cartuccia sul lato destro come invece nel TRG-21. Successivamente, un secondo fucile da cecchino con la camera di cartuccia più lunga di 20 millimetri è stato prodotto come TRG-41, al fine di sfruttare la cartuccia Lapua Magnum .338. Allo stesso modo, una variante da caccia di questo modello, sempre utilizzando lo stesso otturatore e con il castello aperto in alto, è stato presentato come il TRG-S M995 Mag in calibri magnum fino a .338 Lapua Magnum.
Il TRG-21 è stato progettato a seguito di uno studio approfondito delle esigenze del tiratore scelto. Con l'introduzione del TRG bolt-action, la Sako si allontanò dal sistema Mauser a doppia azione, favorito in passato, in favore di un sistema ad azione singola con un otturatore simmetrico a tre alette da 19 mm di diametro, con la visualizzazione di una superficie di bloccaggio da 75 mm². L'evoluzione di questo progetto continua ancora oggi e può essere trovata nei più recenti fucili da caccia prodotti dalla Sako, il Sako 75 e il Sako 85.
Per rendere il sistema TRG più adatto per l'uso militare, la Sako ha aggiornato e migliorato il design del TRG-21/41 alla fine del 1990; sono stati inoltre migliorati alcuni accessori TRG come il freno di bocca e il bipiede. Intorno al 2011 un venditore americano di armi Sako ha commissionato una speciale produzione limitata di TRG-22, fucili progettati per la cartuccia .260 Remington, e ha iniziato a vendere queste armi a partire da maggio 2011.
Sako non ha mai del tutto dimenticato le origini del sistema TRG, e gli accessori come il mirino metallico consentono al TRG di essere utilizzato anche dai "non militari".

## Dettagli di progettazione
Il sistema TRG è quasi l'unico ad essere progettato fin dall'origine come fucile da cecchino, piuttosto che come una versione adattata allo scopo di un fucile polivalente già esistente. I fucili possono avere una finitura opaca fosfatata o manganese.

### Caratteristiche
Il cuore del TRG è un sistema castello - canna forgiati a freddo: entrambi forniscono la massima resistenza al peso minimo, con ottima resistenza all'usura. L'otturatore di "resistenza libera" ha tre alette massicce e richiede una rotazione di 60 gradi e 98 millimetri. Il manubrio è di lunghezza appropriata e mette in mostra una grande manopola bulbosa sintetica che fornisce una presa stabile e sicura.
Sulla parte superiore del castello sono posizionati dei binari con fori con forma di connessione per il fissaggio di diversi tipi di mirini, ottici o elettro-ottici.

### Canna
La canna dei TRG è ottenuta per martellatura a freddo i materiali utilizzati per realizzarle sono due : cromo molibdeno e acciaio inox.
Le cartucce .260 Remington, .308 Winchester, .300 Winchester Magnum e .338 Lapua Magnum sono utilizzabili con canne di lunghezza comune per i fucili da cecchino e relativamente brevi (510 millimetri). Per utilizzare i .260 Remington si utilizza un non-tradizionale 203 millimetri (1/8 pollici) che possiede il tasso di torsione destra ottimizzato per stabilizzare più lungo.
Il TRG-22 può essere ordinato "bombato" per la cartuccia .260 Remington a partire dal maggio 2011. L'introduzione del .260 Remington (6.5x51 mm) non introduce grandi cambiamenti tecnici per il sistema TRG in quanto il .260 Remington ha essenzialmente un collo lungo 6,5 mm, variante della cartuccia .308 Winchester (7.62x51 mm), il che significa che queste cartucce possono essere utilizzate in fucili a camera unica che richiedono diversi tipi di canna.

### Calcio
Il design del calcio dei TRG è adeguato ai requisiti dello sniping, e progettato per essere conforme alle normative sia dell'UIT che del CISM; la Sako lo propone nei colori nero, verde, deserto, marrone chiaro o scuro.
Nel 2011 la Sako ha anche iniziato ad offrire scorte in vari stili di mimetizzazione digitale. La base dell'ergonomico ForeStock è in alluminio e poliuretano e comprende una slitta che serve come punto di attacco per un bipiede. Il calciolo in poliuretano, con la sua impugnatura a pistola e scheletro in alluminio integrato per aggiungere forza, è progettato per i tiratori destri e mancini. La parte posteriore della cassa possiede una serie di piastre distanziatrici e l'angolo per regolare la lunghezza di tiro e di curvatura che possono essere adattati per il tiratore individuale.
La Sako fabbricò dei modelli di TRG con optional all'avanguardia e modernizzando il sistema del vecchio modello con calcio pieghevole. Il calcio è di 0,5 kg (1.1 lb) più pesante del verde non-pieghevole, ma al contrario dei vecchi modelli si piega a sinistra e si blocca in posizione. Una volta piegato, il fucile diventa da 250 mm.
Le parti in acciaio del calcio pieghevole sono in manganese fosfatato e le parti in poliuretano sono color oliva, marrone, grigiastro o deserto.
La parte posteriore del calciolo è regolabile in lunghezza di tiro e di altezza, e queste opzioni di regolazione consentono ai tiratori di varie forme fisiche e dimensioni di adattare il calcio pieghevole TRG alle loro preferenze personali.

## Varianti
- TRG-21: versione calibro .308 Winchester
- TRG-22: versione aggiornata e migliorata del TRG-21 con il design del calcio rinnovato.
- TRG-41: variante con .338 Lapua Magnum, c'è anche una versione che spara il .300 Winchester Magnum.
- TRG-42: versione aggiornata e migliorata del TRG-41 con il nuovo design del calcio.
- Beretta TRG-42 Sniper: un TRG-42 con una canna corta e calcio pieghevole e con un sistema di slitte esteso integrato, presentato da Sako presso l'Associazione dell'Esercito degli Stati Uniti (AUSA) all'Annual Meeting and Exposition come fucile degli "United States Military" che utilizzasse il .338 calibro di precisione in uno Sniper Rifle.
- TRG M10: un sistema modulare configurabile con calibro multi utente ma che non condivide il suo ricevitore e altre caratteristiche tecniche, con la linea di Sako TRG.

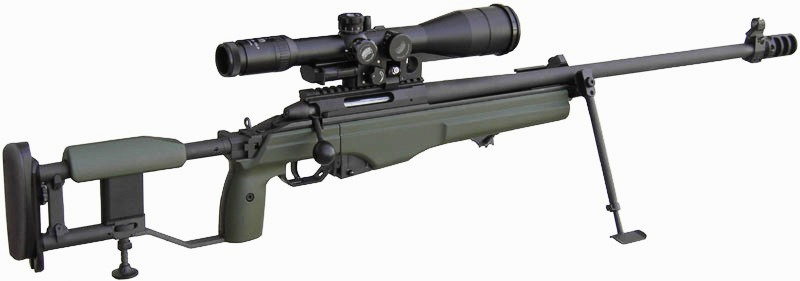

## Utilizzatori

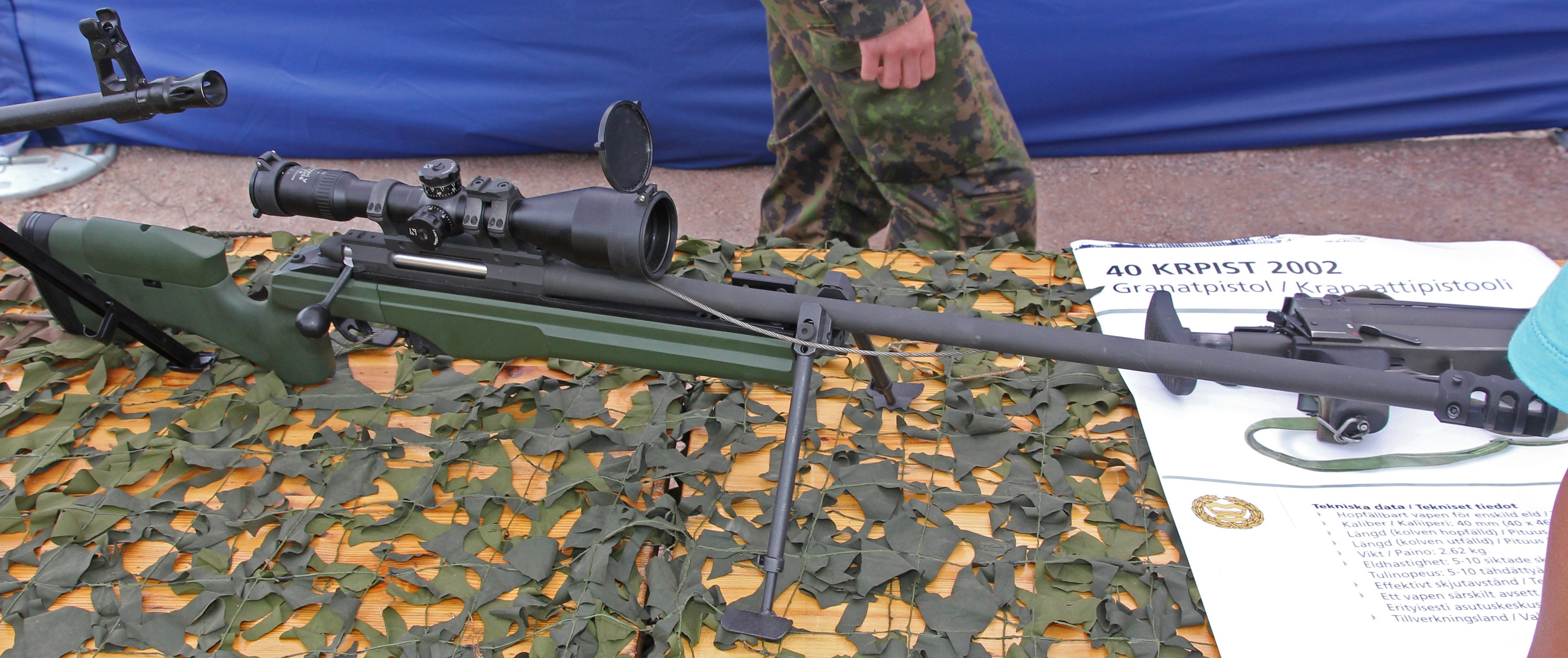
Un TKIV 2000 (TRG-42) calibro 8.6 dell'esercito finlandese.

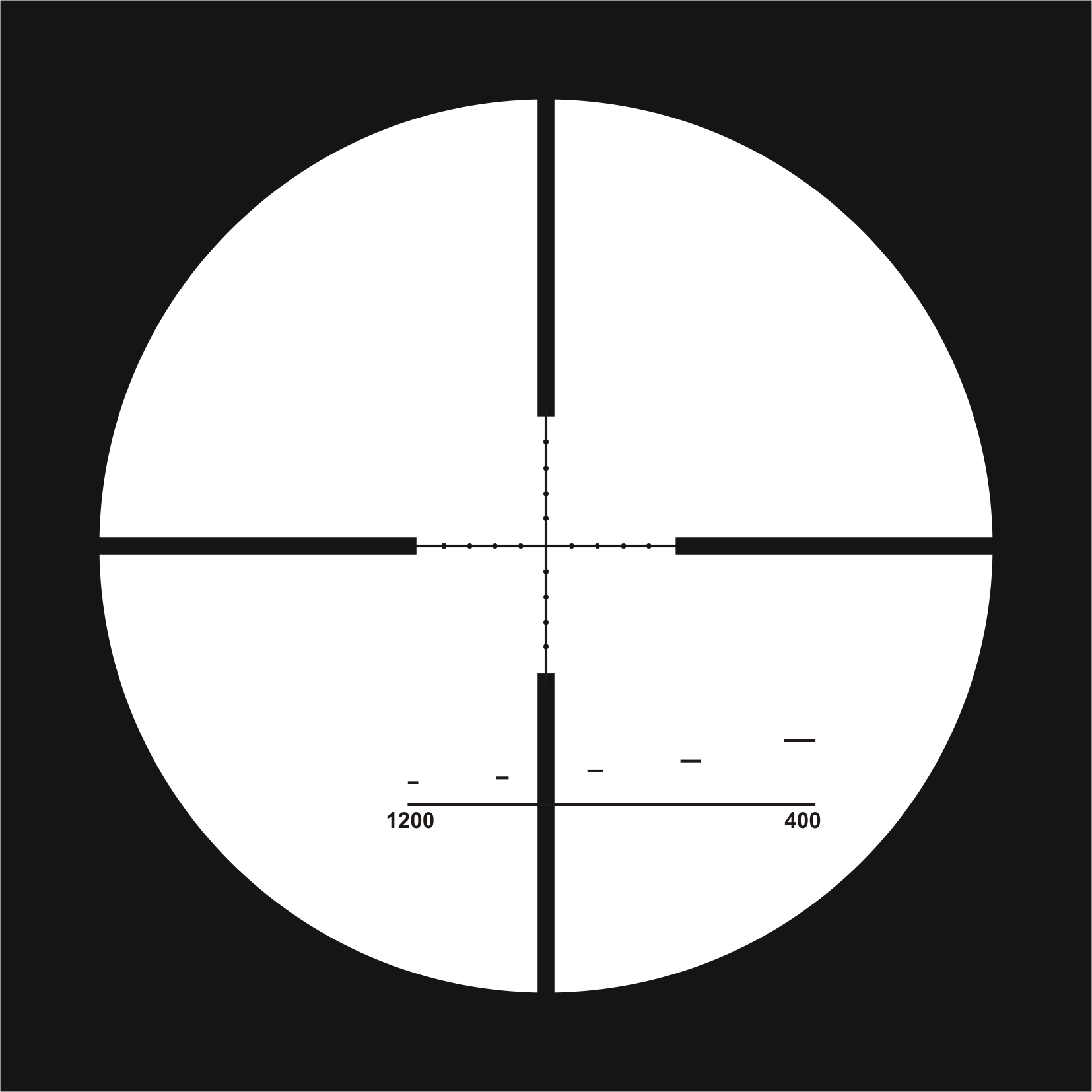
reticolo "FinDot".

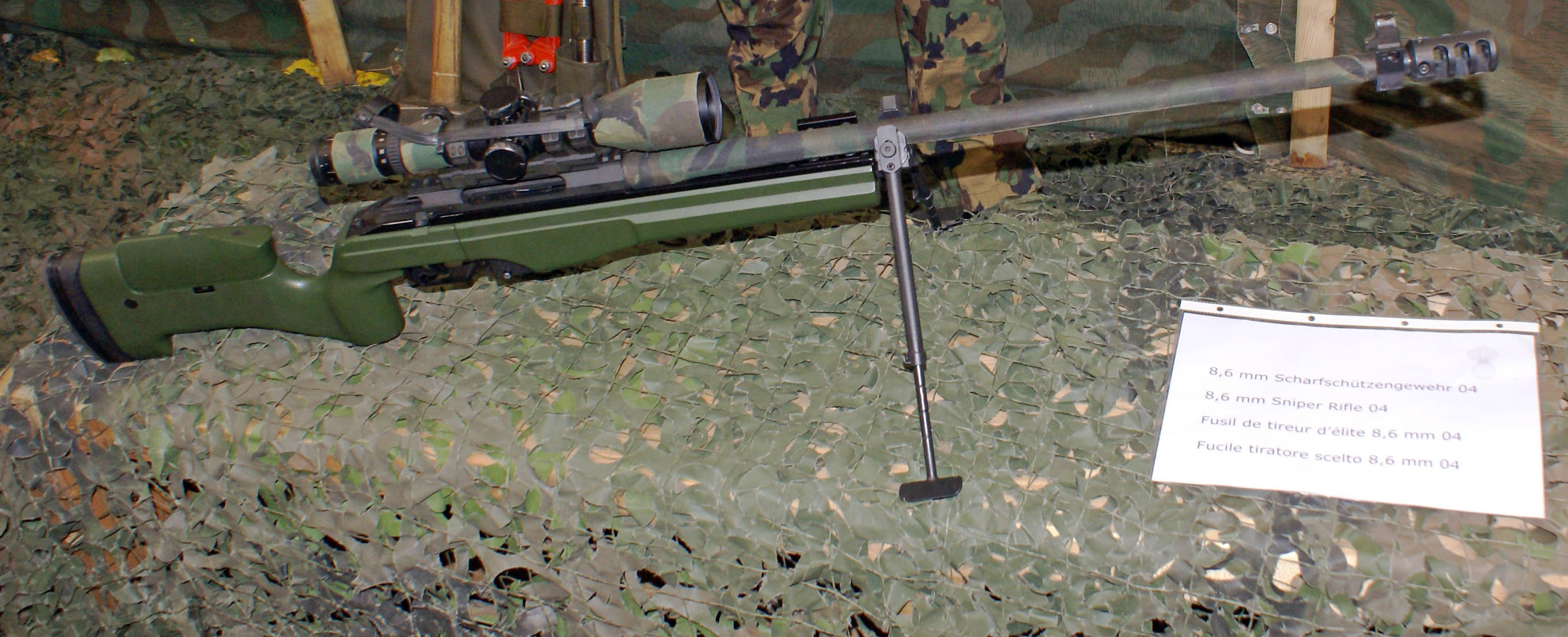
Fucile di precisione calibro 8.6 mm mod. 04 (TRG-42 camerato per la cartuccia .338 Lapua Magnum).

- Albania: utilizzato dai "Reparti i Neutralizimit të Elementit të Armatosur" (RENEA).[1]
- Algeria: Il TRG-22 e 42 è usato dalle forze speciali algerine[2]
- Azerbaigian: utilizzato dal Servizio nazionale di frontiera azerbaijano[senza fonte]
- Bielorussia: utilizzato dal Gruppo Anti-terroristico Bielorusso.[3]
- Belgio
- Repubblica Ceca: il TRG-22 è in uso dalle Forze armate ceche.[4]
- Croazia: il TRG-42 con cartucce .300 Winchester Magnum è in uso da parte dell'esercito croato e delle forze speciali.[1]
- Danimarca:
- Estonia: il TRG-42 è utilizzato dalle forze speciali e le unità di ricognizione dell'Esercito estone.[5]
- Finlandia: utilizzato dall'Esercito finlandese.
- Francia: il TRG-42 è utilizzato dal Commandos Parachutiste de l'Air (CPA).
- Grecia
- India: utilizzato dal Mizoram Armed Police.
- Italia: il TRG-42 è utilizzato dal 9º Reggimento d'assalto paracadutisti "Col Moschin", dai Tiratori scelti dell'Arma dei Carabinieri, dal N.O.C.S e Tiratori Scelti della Polizia di Stato, dal Gruppo di Intervento Speciale.[6][7], dalla Guardia di Finanza, dal 4º Reggimento Alpini Paracadutisti Ranger, e dai reggimenti di manovra della Brigata Paracadutisti Folgore.
- Georgia: utilizzato dalle Forze armate georgiane.[8]
- Giordania: utilizzato dalle Forze armate giordane.[9][10]
- Lettonia
- Lituania: il TRG-22 è utilizzato dalle Forze armate lituane.[11]
- Paesi Bassi
- Norvegia: utilizzato dall'Airborne special forces.
- Polonia: utilizzato dalle Forze armate polacche.[12][13]
- Russia: utilizzato dalle Special Rapid Response Unit (SOBR).[1]
- Serbia
- Spagna: il TRG-22 ed il TRG-42 sono utilizzati dalle Forze armate spagnole.
- Svezia: il TRG-42 è utilizzato dagli Air Force Rangers.
- Svizzera: 196 TRG-42 acquistati.
- Turchia: 350 TRG-42 acquistati.[14][15]
- Ucraina: il TRG-42 è utilizzato dalle forze speciali del gruppo "OMEGA".[16]